# Nic Ffrost
Nicholas David Ffrost, mais conhecido como Nic Ffrost (Mackay, 14 de agosto de 1986), é um nadador australiano que conquistou uma medalha de bronze nos Jogos Olímpicos de Pequim de 2008, no revezamento 4x200 metros livre. Ele nadou a final junto com seus compatriotas Patrick Murphy, Grant Hackett e Grant Brits.